# Ochyra nana
Ochyra nana là một loài bọ cánh cứng trong họ Cerambycidae.